# Литл Игл (Јужна Дакота)
Литл Игл (енгл. Little Eagle) насељено је место без административног статуса у америчкој савезној држави Јужна Дакота.

## Демографија
По попису из 2010. године број становника је 319, што је 51 (-13,8%) становника мање него 2000. године.
| Група             | 2000.     | 2010.     |
| Белци             | 2 (0,5%)  | 2 (0,6%)  |
| Афроамериканци    | 0 (0,0%)  | 0 (0,0%)  |
| Азијати           | 0 (0,0%)  | 0 (0,0%)  |
| Хиспаноамериканци | 10 (2,7%) | 10 (3,1%) |
| Укупно            | 370       | 319       |